# Jag blir hellre jagad av vargar
Jag blir hellre jagad av vargar är en sång av Orup och utgiven som singel 1987. Den nådde fjärde plats på svenska singellistan.
Melodin testades på Trackslistan, där den låg i fyra veckor under perioden 19 september till 17 oktober 1987, och låg där som bäst på sjätte plats. Melodin testades även på Svensktoppen, där den låg i 11 veckor under perioden 18 oktober 1987 -3 januari 1988 , och låg där som bäst på andra plats.

## Listplaceringar
| Lista (1987) | Position |
| ------------ | -------- |
| Sverige      | 4        |